# Giuseppe Pellizza da Volpedo
Giuseppe Pellizza da Volpedo (28 de julho de 1868 - 14 de junho de 1907) foi um pintor neoimpressionista italiano. Ele nasceu e morreu em Volpedo, na região do Piemonte, no norte do país. Ele usou uma técnica divisionista em que uma pintura é criada justapondo pequenos pontos de tinta de acordo com a teoria específica das cores. Pellizza se enforcou em 1907, após a morte de sua esposa e filho.

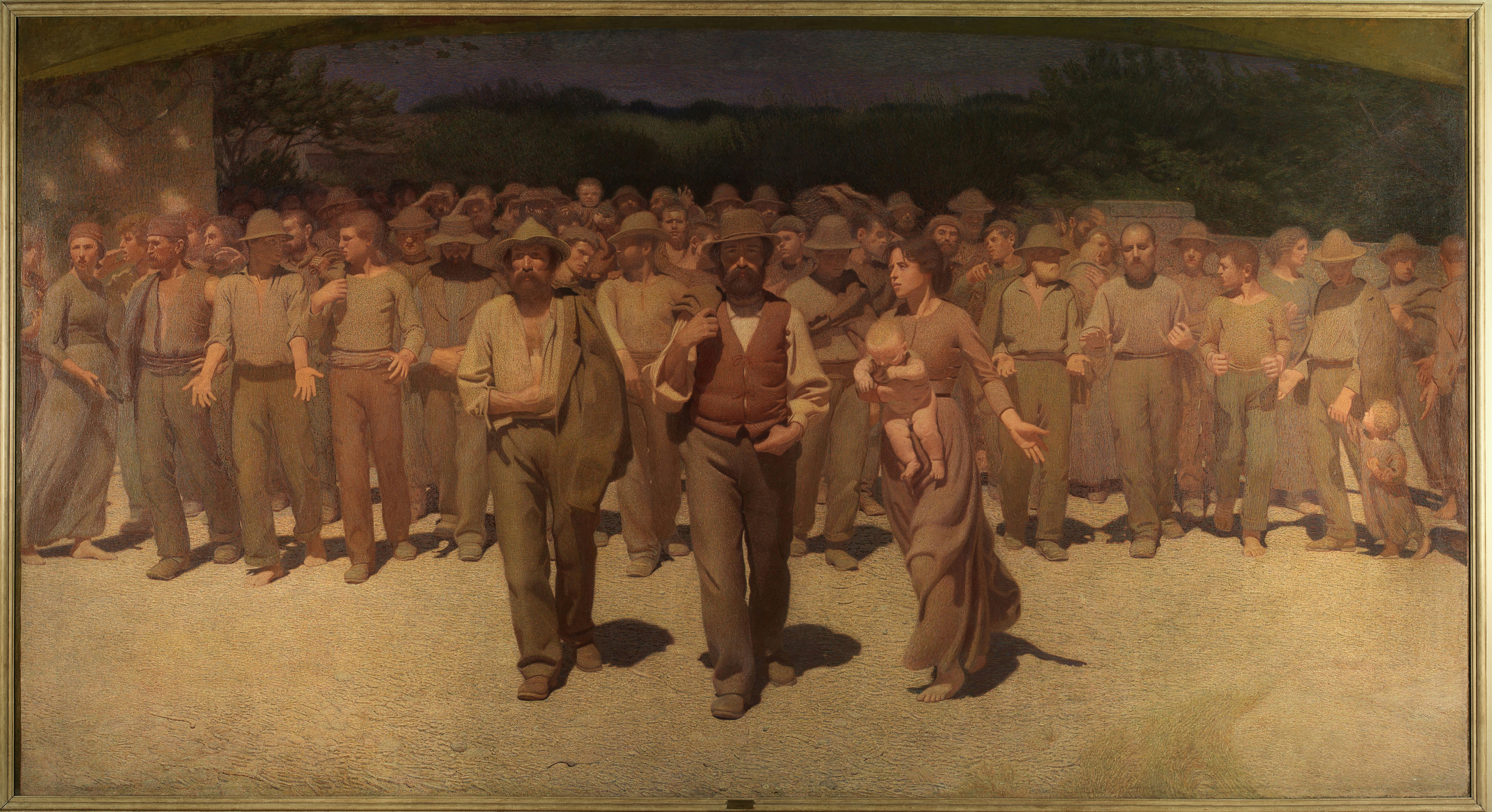
Il Quarto Stato, pintura de 1901, de Giuseppe Pellizza da Volpedo